# Alberti (Buenos Aires)
Alberti è una località della provincia di Buenos Aires, in Argentina, capoluogo dell'omonimo Partido.
Si trova 197 km a ovest di Buenos Aires, la capitale argentina.

## Origini del nome
Il toponimo Alberti deriva da Manuel Maximiliano Alberti, parroco argentino tra i padri fondatori della nazione e partecipante alla Prima Giunta, il primo governo nazionale indipendente.

## Storia
L'8 agosto 1870 Andrés Vaccarezza, giunto da Genova nel 1848, acquistò un appezzamento nel partido di Chivilcoy da 370 ettari, successivamente ampliato a 500. Nella proprietà creò una colonia agricola e industriale, avviando la costruzione di un mulino per la farina che favorì l'insediamento dei primi abitanti.
A partire dal 1877 fu inaugurato il ramo ferroviario Chivilcoy-Bragado dell Ferrocarril Oeste, sul quale fu creata la stazione Andrés Vaccarezza, Lo stesso proprietario fondò ufficialmente la città il 27 ottobre dello stesso anno. Il 6 giugno 1910 fu inoltre approvato il progetto di legge per la creazione del nuovo partido, che prese il nome da Alberti, facendone il capoluogo.

## Monumenti e luoghi di interesse
- Parco Municipale General San Martín: inaugurato nel 1938
- Museo d'arte contemporanea Raúl Lozza[1]
- Casa museo El Molino: abitazione di Andrés Vaccarezza, fondatore della città

## Società

### Evoluzione demografica
Al 2010 la città conta 8260 abitanti, rappresentando un incremento del 10,2% rispetto ai 7493 abitanti del censimento precedente, datato 2001.

## Economia
Come nella maggior parte della provincia, la base dell'economia è rappresentata da agricoltura e allevamento. I terreni della zona sono particolarmente adatti alla coltivazione di grano, mais, soia, girasole e avena. Nell'agosto del 1987, alla presenza di Raúl Ricardo Alfonsín, allora presidente della nazione, fu inaugurato il Sector Industrial Planificado, con l'obiettivo di promuovere lo sviluppo delle piccole industrie.

## Infrastrutture e trasporti
La città è collegata a Buenos Aires e Santa Rosa attraverso la Strada nazionale 5. È inoltre dotata di una stazione ferroviaria, servita dalla Ferrocarril Domingo Fasustino Sarmiento (FCDFS) sulla linea Once-Santa Rosa-Toay, che la collega a Bragado e Buenos Aires.

## Sport
Nella città sono attive due squadre di calcio: il Club Atlético La Candelaria e il Club San Lorenzo, ognuno provvisto del suo stadio.